# Jordbrukets tempel
Jordbrukets tempel (先农坛, Xiānnóngtán) är ett historiskt tempel i Peking i Kina.
Templet uppfördes år 1420 under Mingdynastin och ligger väster om Himmelens tempel och 3 km söder om Himmelska fridens torg. Under Ming- och Qingdynastin användes templet varje vår innan jordbrukssäsongen startade för att utföra ritualer som främjade årets skörd. Templet är tillägnat jordbruksguden Xiannong (先农).
Ursprungligen hette templet Berget och flodens tempel (山川坛), men fick namnet Jordbrukets tempel år 1576. Templet är från år 1917 en allmän park (South City Public Park). År 1926 revs de yttre murarna till templet.